# Distrito de Tábor
El distrito de Tábor es uno de los siete distritos que forman la región de Bohemia Meridional, República Checa, con una población estimada a principio del año 2018 de 102 310 habitantes. Se encuentra ubicado al suroeste del país, al sur de Praga, cerca de la frontera con Alemania y Austria. Su capital es la ciudad de Tábor.

## Localidades (población año 2018)
- Balkova Lhota 126
- Bechyně 5125
- Bečice 75
- Běleč 195
- Borkovice 231
- Borotín 678
- Bradáčov 46
- Březnice 208
- Budislav 378
- Černýšovice 79
- Chotěmice 109
- Chotoviny 1766
- Choustník 506
- Chrbonín 152
- Chýnov 2471
- Dírná 399
- Dlouhá Lhota 161
- Dobronice u Bechyně 107
- Dolní Hořice 820
- Dolní Hrachovice 130
- Dráchov 239
- Drahov 164
- Dražice 824
- Dražičky 156
- Drhovice 217
- Haškovcova Lhota 72
- Hlasivo 152
- Hlavatce 378
- Hodětín 92
- Hodonice 132
- Jedlany 82
- Jistebnice 2010
- Katov 73
- Klenovice 651
- Komárov 120
- Košice 766
- Košín 93
- Krátošice 96
- Krtov 152
- Libějice 126
- Lom 165
- Malšice 1805
- Mažice 124
- Meziříčí 174
- Mezná 96
- Mladá Vožice 2690
- Mlýny 130
- Myslkovice 395
- Nadějkov 723
- Nasavrky 101
- Nemyšl 305
- Nová Ves u Chýnova 326
- Nová Ves u Mladé Vožice 189
- Oldřichov 233
- Opařany 1427
- Planá nad Lužnicí 4041
- Pohnánec 51
- Pohnání 80
- Pojbuky 116
- Přehořov 359
- Psárov 110
- Radenín 492
- Radětice 230
- Radimovice u Tábora 63
- Radimovice u Želče 384
- Radkov 168
- Rataje 201
- Ratibořské Hory 738
- Řemíčov 85
- Řepeč 278
- Řípec 317
- Rodná 99
- Roudná 542
- Šebířov 344
- Sedlečko u Soběslavě 142
- Sezimovo Ústí 7233
- Skalice 467
- Skopytce 163
- Skrýchov u Malšic 139
- Slapsko 144
- Slapy 477
- Smilovy Hory 368
- Soběslav 6990
- Stádlec 568
- Sudoměřice u Bechyně 757
- Sudoměřice u Tábora 293
- Sviny 336
- Svrabov 57
- Tábor 34 467
- Třebějice 70
- Tučapy 783
- Turovec 274
- Ústrašice 378
- Val 250
- Vesce 283
- Veselí nad Lužnicí 6397
- Vilice 136
- Vlastiboř314
- Vlčeves 92
- Vlkov 162
- Vodice 153
- Zadní Střítež 39
- Záhoří 68
- Zálší 264
- Želeč 946
- Zhoř u Mladé Vožice 95
- Zhoř u Tábora 164
- Žíšov 242
- Zlukov 264
- Zvěrotice 397